# جايمس فريمبونغ
جايمس فريمبونغ (بالسويدية: James Frempong)‏ (11 يناير 1989 بالسويد - ) هو لاعب كرة قدم سويدي في مركز جناح ‏. شارك مع منتخب السويد تحت 17 سنة لكرة القدم ومنتخب السويد تحت 19 سنة لكرة القدم. أما مع النوادي، فقد لعب مع غيفلي ونادي أوربرو ونادي برومابويكارنا ونادي نوركوبنغ وÖrebro SK Ungdom ‏.

## وصلات خارجية
- جايمس فريمبونغ على موقع اتحاد السويد (السويدية)
- جايمس فريمبونغ على موقع قاعدة بيانات كرة القدم.إي يو (الإنجليزية)